# EastEnders
Az EastEnders népszerű brit szappanopera. Nagy-Britanniában az első részt 1985. február 19-én adták le a BBC One csatornán. Jelenleg az Egyesült Királyságban a legnézettebb tv-sorozatok közé tartozik. Magyarországon a BBC Entertainment csatornán látható hétfőtől csütörtökig 20:15-kor, magyar felirattal. Az EastEnders adta az ötletet a  Szomszédok megszületéséhez.
A főszereplők megjelentek egy mini Ki vagy, doki? részben (Dimensions in Time).

## Tartalom
Az EastEnders a londoni East End képzeletbeli része, Walford lakóinak életét mutatja be. A sorozat az Albert Square-en, egy Viktória korabeli téren, és a szomszédos utcákon (Bridge Street, Turpin Road és George Street) játszódik. A szappanopera főbb helyszínei egy pub, egy piac, egy night club, egy művelődési ház, egy kávézó, sok kis üzlet, egy park és telkek.

## A szereplők
Az EastEnders fontosabb szereplői:
- A Beale család: Ian Beale, Jane Beale, Lucy Beale, Peter Beale, Bobby Beale, Christian Clarke
- A Mitchell család: Phil Mitchell, Peggy Mitchell, Ronnie Mitchell, Roxy Mitchell
- A Branning család: Dot Branning, Jim Branning, Max Branning, Tanya Branning, Abi Branning, Lauren Branning, Jack Branning
- A Slater család: Stacey Slater, Jean Slater, Charlie Slater, Mo Harris

## A sorozat története
A BBC1-on 1983-ban merült fel az igény egy új szappanoperára. A BBC producerei, főképp David Reid szerették volna, hogy a BBC egy új esti szappanoperával álljon elő. A munkát Tony Holland író és Julia Smith producer gondjaira bízták. A páros leghíresebb munkája a Z Cars című sorozat volt. Huszonnégy szereplőt alkottak meg az EastEnders-höz, akiket Holland családjáról, és egyéb az East Endben lakó ismerősükről mintáztak.
A szereplőválogatások után elkezdődött a műsor forgatása a BBC Elstree Centre-ben (Borehamwood, Hertfordshire). Simon May és Alan Jeapes megalkották a sorozat főcímét, végül a szappanoperát tervezett címéről, az East 8-ről Eastenders-re módosították, mikor Smith és Holland hogy hónapokig azzal a kérdéssel hívták fel az ügynökségeket, hogy tudnak-e ajánlani igazi „East Ender-öket”. Julia Smith azonban az „Eastenders” címet leírva rondának találta, ezért nagy betűvel írta le a második „e”-t is, és így született meg az „EastEnders” cím. A sorozat első részét Nagy-Britanniában először 1985. február 19-én vetítették, és a műsor rendkívül népszerű lett, megverve a Coronation Street-et a nézettségi listákon végig az 1980-as években, az 1990-es évek nagy részében, és még az új évezredben is.

## Fordítás
- Ez a szócikk részben vagy egészben  az   EastEnders című angol Wikipédia-szócikk fordításán alapul.  Az eredeti cikk szerkesztőit annak laptörténete sorolja fel. Ez a jelzés csupán a megfogalmazás eredetét és a szerzői jogokat jelzi, nem szolgál a cikkben szereplő információk forrásmegjelöléseként.